# Strongylida
De orde  Strongylida omvat een groot aantal parasitaire rondwormen die leven in het maag-darmstelsel of de luchtwegen van zoogdieren zoals de longwormen (meerdere families) en de mijnwormen  (Ancylostomatidae). Deze parasieten komen voor bij mensen, huisdieren en in het wild levende zoogdieren. Veel soorten hebben een ingewikkelde levenscyclus met ongewervelde dieren (zoals slakken) als tussengastheer.

## Taxonomie
De volgende taxa zijn bij de orde ingedeeld:
- Superfamilie Ancylostomatoidea
  - Familie Ancylostomatidae (mijnwormen)
- Superfamilie Diaphanocephaloidea
  - Familie Diaphanocephalidae
- Superfamilie Metastrongyloidea Molin, 1861
  - Familie Angiostrongylidae ("longwormen")
  - Familie Crenosomatidae Schulz, 1951
  - Familie Filaroididae Schulz, 1951 ("longwormen")
  - Familie Metastrongylidae Molin, 1861 ("longwormen")
  - Familie Protostrongylidae
  - Familie Pseudaliidae Railliet & Henry, 1909
  - Familie Skrjabingylidae
- Superfamilie Strongyloidea
  - Familie Chabertiidae
  - Familie Heterorhabditidae
  - Familie Strongylidae ("bloedwormen")
  - Familie Syngamidae (onder andere gaapworm)
- Superfamilie Trichostrongyloidea Leiper, 1912 
  - Familie Amidostomidae
    - = Amidostomatidae

  - Familie Dictyocaulidae ("longwormen")
  - Familie Heligmonellidae
  - Familie Heligmosomidae
  - Familie Molineidae
  - Familie Ornithostrongylidae
  - Familie Strongylacanthidae
  - Familie Trichostrongylidae Leiper, 1912